# علی‌آباد (بخش مرکزی نی‌ریز)
علی‌آباد (نی‌ریز)، روستایی از توابع بخش مرکزی شهرستان نی‌ریز در استان فارس ایران است.

## جمعیت
این روستا در دهستان هرگان قرار دارد و بر اساس سرشماری مرکز آمار ایران در سال ۱۳۸۵، جمعیت آن ۱۱۵ نفر (۲۷ خانوار) بوده‌است.